# ديانا قاولد
ديانا قاولد (بالإنجليزية: Diana Gould)‏ هي كاتبة سيناريو أمريكية، ولدت في 11 أكتوبر 1944 في نيويورك في الولايات المتحدة.

## وصلات خارجية
- ديانا قاولد على موقع IMDb (الإنجليزية)
- ديانا قاولد على موقع قاعدة بيانات الفيلم (الإنجليزية)